# Carl Friedrich Nägelsbach
Carl Friedrich Nägelsbach (Norimberga, 28 marzo 1806 – Erlangen, 21 aprile 1859) è stato un filologo classico tedesco.

## Biografia
Nagelsbach nacque a Wöhrd, vicino a Norimberga. Dopo aver studiato presso le Università di Erlangen e Berlino, nel 1827 fu accettato per andare insengnare presso il ginnasio di Norimberga. Dal 1842 fino alla sua morte nel 1859, era professore di filologia presso l'Università di Erlangen.
Nagelsbach è conosciuto soprattutto per la sua eccellente opera intitolata Lateinische Stilistik (1846, 9ª edizione di Ivan von Müller, 1905). Altre due opere importanti sono Die homerische Theologie in ihrem Zusammenhange (1840, terza edizione di Georg Autenrieth, 1884) e Die Nachhomerische Theologie des griechischen Volksglaubens bis auf Alexander (1857).